# Крис Пен
Крис Пен (енгл. Chris Penn) је био амерички глумац, рођен 10. октобра 1965. године у Лос Анђелесу Калифорнија), а преминуо је 24. јануара 2006. године у Санта Моники (Калифорнија).

## Филмографија
| Улоге Крис Пен |                                      |               |                        |          |
| Година         | Српски назив                         | Изворни назив | Улога                  | Напомена |
| 1992.          | Улични пси                           |               | „Фини момак” Еди Кабот |          |
| 1993.          | Права романса                        |               | Ники Дајмс             |          |
| 1995.          | За Вонг Фу, хвала за све! Џули Њумар |               | шериф Долард           |          |
| 2002.          | Убиство по ставкама                  |               | Реј                    |          |
| 2004.          | После сумрака                        |               | луди навијач           |          |